# Aktiv Super
Aktiv Super var en dansk supermarkedskæde, som blev drevet af EDEKA-Danmark.
Kæden bestod udelukkende af større supermarkeder med min. 500 kvm.
Aktiv Super-logoet var skrevet med gule bogstaver på en blå baggrund. Deres motto var "- dit lokale supermarked".
I 2005 var der kun 44 Aktiv Super-supermarkeder tilbage i Danmark.
De sidste butikker lukkede i 2009, hvor Edeka-Danmark blev overtaget af Dagrofa. Mange af butikkerne blev dog lavet om til en SPAR-købmand eller et SuperBest-supermarked.
| Erhverv og erhvervsliv | Spire Denne artikel om erhverv, erhvervsliv og arbejdsmarked er en spire som bør udbygges. Du er velkommen til at hjælpe Wikipedia ved at udvide den. |